# Creszka
Creszka (mac. Црешка, alb. Creshkë) – opuszczona wieś w gminie miejskiej Sztip w środkowej Macedonii Północny.

## Demografia
Według spisu ludności z 2002 we wsi Creszka mieszkało 0 mieszkańców.